# Walter Blümich
Walter Blümich (* 28. Oktober 1888 in Peterswaldau; † 15. Januar 1950 in Berlin) war ein deutscher Jurist, Herausgeber und Autor eines Standardkommentars zum deutschen  Einkommensteuergesetz, Körperschaftsteuergesetz und Gewerbesteuergesetz. Ab 1933 leitete er im Reichsfinanzministerium das Referat Einkommensteuer und war an der Ausarbeitung der Gesetze beteiligt, die die fiskalische Entrechtung jüdischer Bürger ermöglichten.

## Leben
Walter Blümich war der Sohn eines Fabrikbesitzers. Er besuchte das Gymnasium in Schweidnitz. Von 1907 bis 1910 studierte er Jura in Marburg, Berlin und Breslau. Im Wintersemester 1911/12 wurde er zum Dr. jur. promoviert und absolvierte anschließend das Rechtsreferendariat.
Nach dem Kriegsdienst im Ersten Weltkrieg von 1915 bis 1918 arbeitete er als Anwalt- und Notariatsvertreter in Landeshut und im Finanzamt Sagan und ab 1920 als Regierungsrat im Reichsfinanzministerium. 1922 wurde er zum Leiter des Finanzamtes Kolberg ernannt. Von 1924 bis 1933 gehörte er dem Finanzgericht beim Landesfinanzamt Groß-Berlin an.

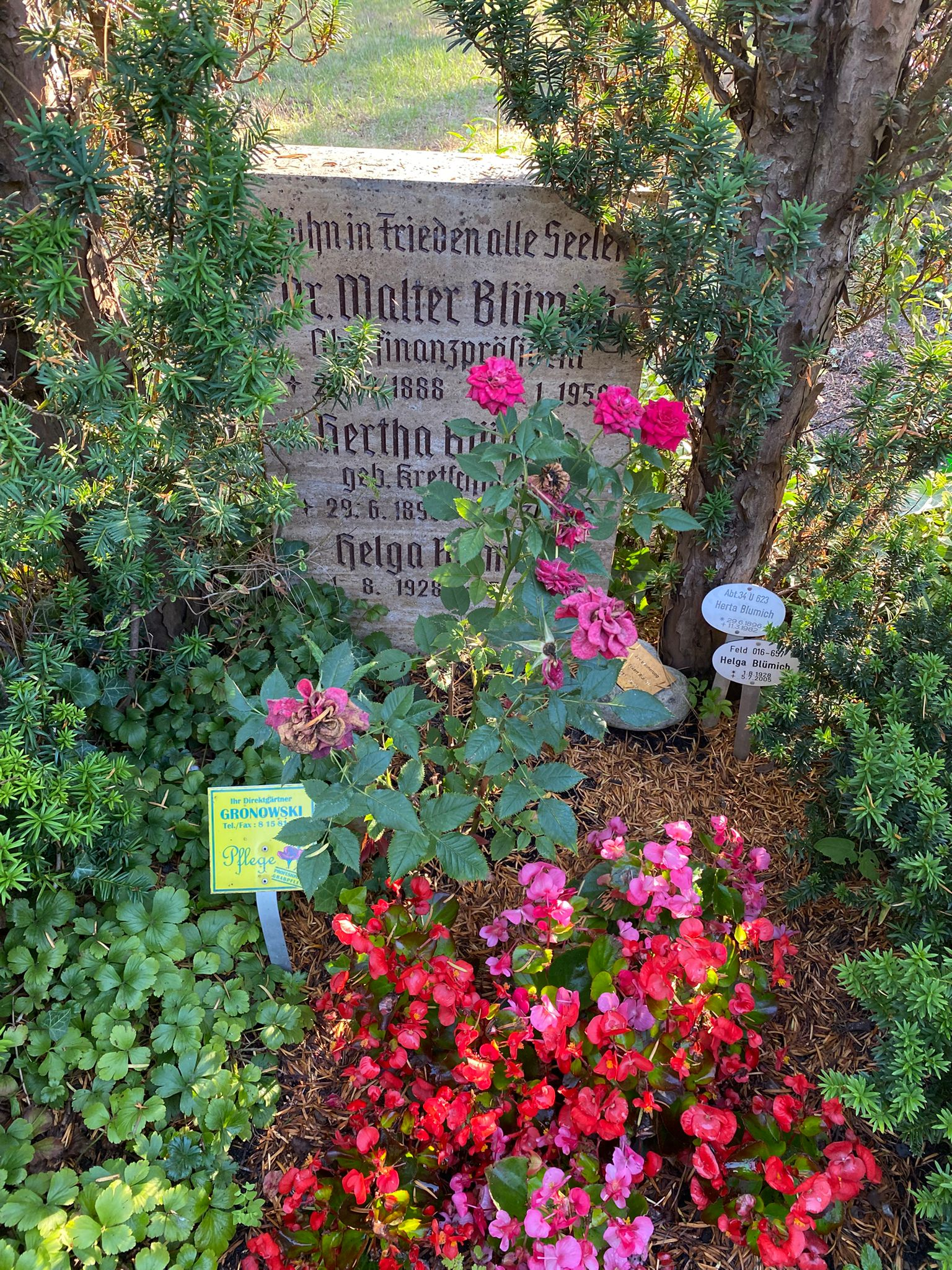
Grabstätte auf dem Friedhof Zehlendorf

Zum 1. Dezember 1932 trat er in die NSDAP ein (Mitgliedsnummer 1.418.389). 1933 wurde er ins Reichsfinanzministerium berufen. Blümich verantwortete dort neben Sondersteuern für Polen und „Zigeuner“ die Abschaffung des Ehegattensplittings und des Kinderfreibetrags für Juden. Das von ihm im Reichsfinanzministerium geleitete Referat war nach den Worten der Berliner Wirtschaftswissenschaftlerin Regine Buchheim „neben der SS Hauptakteur der Verfolgung und Vernichtung der jüdischen Deutschen“. Ab 1938 leitete Blümich das Oberfinanzpräsidium Düsseldorf, ab 1943 das Oberfinanzpräsidium Berlin-Brandenburg. 
Am 7. Mai 1945 wurde er von sowjetischen Soldaten verhaftet und blieb bis Weihnachten 1945 in einem Lager gefangen. Nach seiner Freilassung arbeitete er zunächst als Bauarbeiter und Nachtwächter, dann für einen Steuerberater. Danach leitete er die Steuerabteilung der Deutschen Revisions- und Treuhand-AG (heute PricewaterhouseCoopers).
Walter Blümich ruht auf dem Friedhof Zehlendorf.

## Namensgeber eines juristischen Standardwerkes
Im Juli 2021 teilte der Verlag C. H. Beck mit, man habe sich, um Missverständnisse auszuschließen, dazu entschlossen, Werke mit Namensgebern, die in der NS-Zeit eine aktive Rolle gespielt haben, umzubenennen. Der bei dem Tochterunternehmen Verlag Franz Vahlen erschienene „Blümich“ sollte daher zum nächsten Erscheinen noch 2021 nach den aktuellen Herausgebern in „Brandis/Heuermann“ umbenannt werden.